# Takeshi Ono
Takeshi Ono (n. 22 noiembrie 1944) este un fost fotbalist japonez.

## Statistici
| Japonia | Japonia | Japonia |
| An      | Meciuri | Goluri  |
| ------- | ------- | ------- |
| 1965    | 1       | 0       |
| 1966    | 0       | 0       |
| 1967    | 0       | 0       |
| 1968    | 0       | 0       |
| 1969    | 0       | 0       |
| 1970    | 0       | 0       |
| 1971    | 2       | 0       |
| Total   | 3       | 0       |